# Mário Pečalka
Mário Pečalka était un footballeur international slovaque né le 28 décembre 1980 à Rudina. Il évolue au poste de défenseur.

## Palmarès
- Avec le MŠK Žilina
  - Champion de Slovaquie en 2007 et 2010
  - Vainqueur de la Supercoupe de Slovaquie en 2007
- Avec l'Hapoël Tel-Aviv
  - Vainqueur de la Coupe d'Israël en 2011 et 2012